# Katherina Kubenk
Katherina Kubenk (Toronto, 11 oktober 1970) is een voormalig freestyleskiester uit Canada. Ze vertegenwoordigde haar vaderland op de Olympische Winterspelen 1994 in Lillehammer.

## Resultaten

### Olympische Winterspelen
| Jaar | Plaats      | Resultaten             |
| ---- | ----------- | ---------------------- |
| 1994 | Lillehammer | 19e Aerials 16e Moguls |

### Wereldkampioenschappen
| Jaar | Plaats                | Resultaten                                      |
| ---- | --------------------- | ----------------------------------------------- |
| 1991 | Lake Placid           | 17e Aerials 22e Acro 24e Moguls 5e Combinatie   |
| 1993 | Altenmarkt-Zauchensee | 18e Aerials · 8e Acro · 17e Moguls · Combinatie |
| 1995 | La Clusaz             | 18e Aerials · 20e Acro · 6e Moguls · Combinatie |
| 1997 | Nagano                | 15e Acro 27e Moguls                             |

### Wereldbeker
Eindklasseringen
| Seizoen   | Algemeen         | Aerials           | Acro              | Moguls            | Dual Moguls      | Combinatie      |
| --------- | ---------------- | ----------------- | ----------------- | ----------------- | ---------------- | --------------- |
| 1989/1990 | 18e 8,00 punten  |                   | 16e 12,00 punten  |                   |                  | · 33,00 punten  |
| 1990/1991 | 24e 6,00 punten  |                   | 16e 10,00 punten  |                   |                  | 5e 42,00 punten |
| 1991/1992 | 11e 10,00 punten | 16e 13,00 punten  | 12e 19,00 punten  | 27e 3,00 punten   |                  | 4e 43,00 punten |
| 1992/1993 | · 174,00 punten  | 13e 404,00 punten | 9e 516,00 punten  | 15e 380,00 punten |                  | · 592,00 punten |
| 1993/1994 | · 140,00 punten  | 19e 344,00 punten | 10e 524,00 punten | 22e 252,00 punten |                  | · 680,00 punten |
| 1994/1995 | · 144,00 punten  | 19e 284,00 punten | 12e 448,00 punten | 17e 312,00 punten |                  | · 564,00 punten |
| 1995/1996 | · 117,00 punten  |                   | 7e 580,00 punten  | 23e 276,00 punten |                  |                 |
| 1996/1997 | · 99,00 punten   |                   | 9e 472,00 punten  | 24e 128,00 punten | 26e 52,00 punten |                 |
| 1997/1998 | 19e 78,00 punten |                   | 7e 312,00 punten  |                   |                  |                 |

Wereldbekerzeges
| Datum            | Plaats             | Onderdeel  |
| ---------------- | ------------------ | ---------- |
| 12 januari 1992  | Whistler Blackcomb | Combinatie |
| 17 januari 1993  | Breckenridge       | Combinatie |
| 31 maart 1993    | Le Relais          | Combinatie |
| 27 februari 1993 | La Plagne          | Combinatie |
| 28 maart 1993    | Lillehammer        | Combinatie |
| 12 december 1993 | Tignes             | Combinatie |
| 22 december 1993 | La Plagne          | Combinatie |
| 9 januari 1994   | Whistler Blackcomb | Combinatie |
| 9 februari 1994  | Hundfjället        | Combinatie |